# Sidney Kirkman

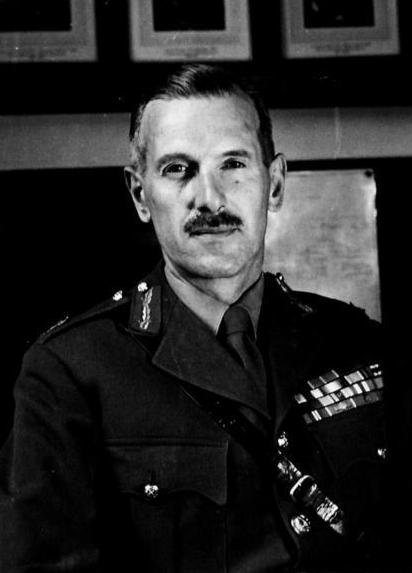
General Sir Sidney Kirkman

Sir Sidney Chevalier „Kirkie“ Kirkman, GCB, KBE, MC&Bar (* 29. Juli 1895 in Bedford, Bedfordshire; † 5. November 1982 in Southampton, Hampshire) war ein britischer General der British Army, der zuletzt zwischen 1947 und 1950 Generalquartiermeister des Heeres war.

## Leben
Sidney Chevalier „Kirkie“ Kirkman, Sohn des Richters John P. Kirkman, begann nach dem Besuch der 1552 gegründeten Bedford School eine Offiziersausbildung an der Royal Military Academy Woolwich. Nach deren Abschluss wurde er 1915 als Leutnant (Second Lieutenant) in die Royal Field Artillery übernommen und wurde für seine Verdienste während des Ersten Weltkrieges an der Westfront  mit dem Military Cross (MC) ausgezeichnet. In der Folgezeit wurde er 1916 zum Oberleutnant befördert und diente im weiteren Kriegsverlauf im Gebirgskrieg in Italien, wo ihm eine Spange (Bar) zum Military Cross verliehen wurde. Nach Kriegsende folgten weitere Verwendungen als Offizier und 1925 seine Beförderung zum Hauptmann (Captain). Er war zwischen 1931 und 1932 Absolvent des Staff College Camberley und wurde 1935 zum Major befördert.

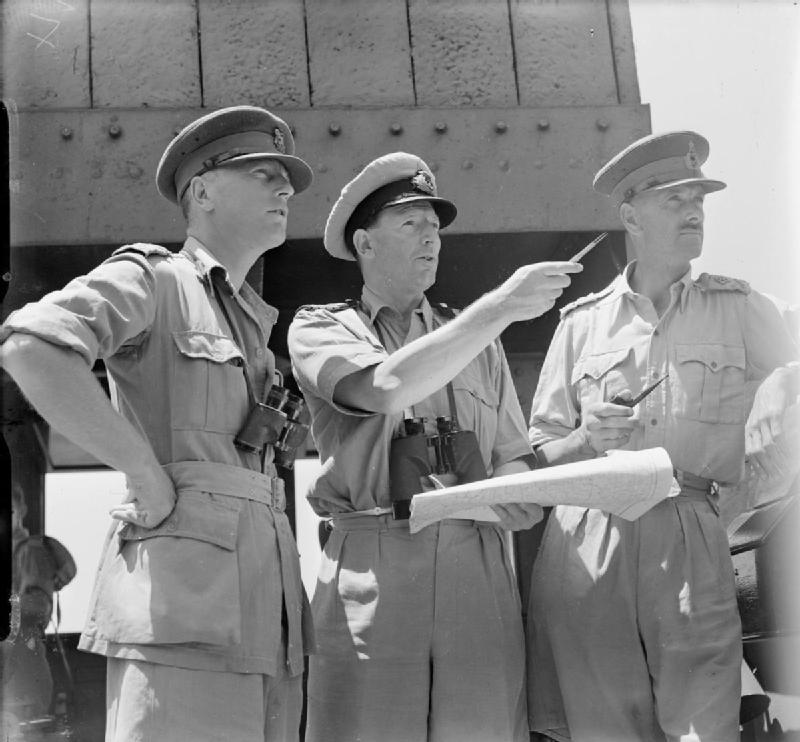
Generalmajor Sidney Kirkman (rechts) im Gespräch mit anderen Offizieren vor der Operation Husky, der alliierten Invasion von Sizilien (1943)

Während des Zweiten Weltkrieges war Kirkman zwischen 1940 und 1941 zunächst Kommandeur (Commanding Officer) des 65th (Highland) Medium Regiment. 1941 wurde er Kommandeur der Artillerietruppen des I. Korps (I Corps) sowie danach kurzzeitig Kommandeur er Artillerietruppen des VII. Korps (VII Corps) und erhielt in dieser Verwendung am 23. September 1941 die Bezeichnung Temporary Brigadier. Im weiteren Kriegsverlauf war er von 1941 bis 1942 Kommandeur der Artillerietruppen des XII. Korps (XII Corps) sowie im Anschluss erst Kommandeur der Artillerietruppen der 56. Division (56th Division) und danach Kommandeur der Artillerietruppen des Heereskommandos Südost (South Eastern Command). Anschließend fungierte er zwischen 1942 und 1943 als Kommandeur der Artillerietruppen der in Nordafrika eingesetzten Achten Armee (Eighth Army) und übernahm danach vom 14. April 1943 bis zum 19. Januar 1944 den Posten als Kommandierender General (General Officer Commanding) der in Nordafrika und später in Sizilien eingesetzten 50. Division (50th Division).
Daraufhin war Generalleutnant (Lieutenant-General) Sidney Kirkman zwischen Januar 1944 und März 1945 Kommandierender General des in Italien eingesetzten XIII. Korps (XIII Corps) sowie danach von März bis Juni 1945 Oberkommandierender des Heereskommandos Süd (General Officer Commanding in Chief Southern Command), ehe er zwischen Mai und September 1945 Kommandierender General des in Deutschland stationierten I. Korps (I Corps) war. Am 5. Juli 1945 wurde er zum Knight Commander des Order of the British Empire (KBE) geschlagen und führte seither den Namenszusatz „Sir“. Anschließend fungierte er vom 24. September 1945 bis Mai 1947 als stellvertretender Chef des Imperialen Generalstabes (Deputy Chief of the Imperial General Staff) und war damit engster Mitarbeiter und Vertreter des Chefs des Imperialen Generalstabes, Field Marshal Alan Brooke beziehungsweise ab 1946 von dessen Nachfolger, Field Marshal Bernard Montgomery.
Zuletzt löste General Kirkman im Juni 1947 im Kriegsministerium (War Office) General Daril Watson als Generalquartiermeister des Heeres (Quartermaster-General to the Forces) ab und hatte diesen militärischen Spitzenposten bis zu seinem Ausscheiden aus dem aktiven Militärdienst im Juni 1950 inne, woraufhin General Gwilym Ivor Thomas seine dortige Nachfolge antrat. Am 9. Juni 1949 wurde er auch zum Knight Commander des Order of the Bath (KCB) und am 1. Januar 1951 zum Knight Grand Cross des Order of the Bath (GCB) geschlagen. 1954 löste er den bisherigen Generaldirektor für zivile Verteidigungsausbildung (Director-General of Civil Defence Training), Wing Commander John Hodsoll, ab und war als Director-General of Civil Defence bis 1960 verantwortlich für Zivilverteidigung. Danach wurde er von Generalleutnant William Henry Stratton abgelöst, der die Amtsbezeichnung Generalinspekteur für Zivilverteidigung (Inspector-General of Civil Defence) trug.